# Parafia św. Wincentego w Krakowie
Parafia św. Wincentego w Krakowie – parafia rzymskokatolicka należąca do dekanatu Kraków-Mogiła archidiecezji krakowskiej w Pleszowie przy ulicy Nadbrzezie.

## Historia parafii
Parafia została utworzona na początku XIII wieku. Obecny kościół parafialny św. Wincentego i Narodzenia Najświętszej Maryi Panny w Pleszowie został wybudowany w latach 1800–1806, konsekrowany w 1865. 
Historycznie terytorium parafii obejmowało wsie: Pleszów, Krzesławice, Grębałów oraz Luboczę. W 1950 wsie te zostały włączone do Nowej Huty. Na terytorium parafii zbudowano kombinat metalurgiczny, który spowodował odcięcie mieszkańców Luboczy i Grębałowa od kościoła parafialnego. W latach 60 XX w. w granicach parafii zbudowano osiedle mieszkaniowe na Wzgórzach Krzesławickich, z racji odległości słabo związane z kościołem parafialnym. W 1967 zorganizowano tam placówkę duszpasterską, w 1980 przekształconą w parafię Miłosierdzia Bożego. W 1985 erygowana została parafia Najświętszego Serca Pana Jezusa w Luboczy. Od tej pory terytorium parafii obejmuje Pleszów i część Krzesławic, które przez kilka lat od 1988 stanowiły odrębną parafię p.w. Jana Chrzciciela. W latach 1983–1986 przeniesiono z Jawornika do Krzesławic drewniany kościół św. Jana Chrzciciela zbudowany w latach 1633–1648, znajdujący się 5 km od kościoła parafialnego.

## Proboszczowie parafii
- ks. Antoni Góralik
- ks. Jan Hyc, 1965-1988
- w latach 1988-199X parafia została podzielona na dwie: Pleszów oraz Krzesławice, a każda ze wspólnot miała swojego proboszcza
- ks. Bolesław Mleczko, 199X-2001
- ks. Stanisław Wajdziak, 2001-2020[4]
- ks. Stanisław Kostecki, 2020-nadal

## Terytorium parafii
- Ulice Krzesławic: Kleinera, Krasnowolskiego, Łempickiego, PCK, Przebindowskiego, Spławińskiego, Wańkowicza, Wąwozowa
- Ulice Pleszowa: Dymarek, Igołomska, Jezierskiego, Karowa, Martenowska, Młotków, Nadbrzezie, Nęckiego, Ostrów, Popielnik, Rudni, Suchy Jar, Ziemianek.

## Linki zewnętrzne

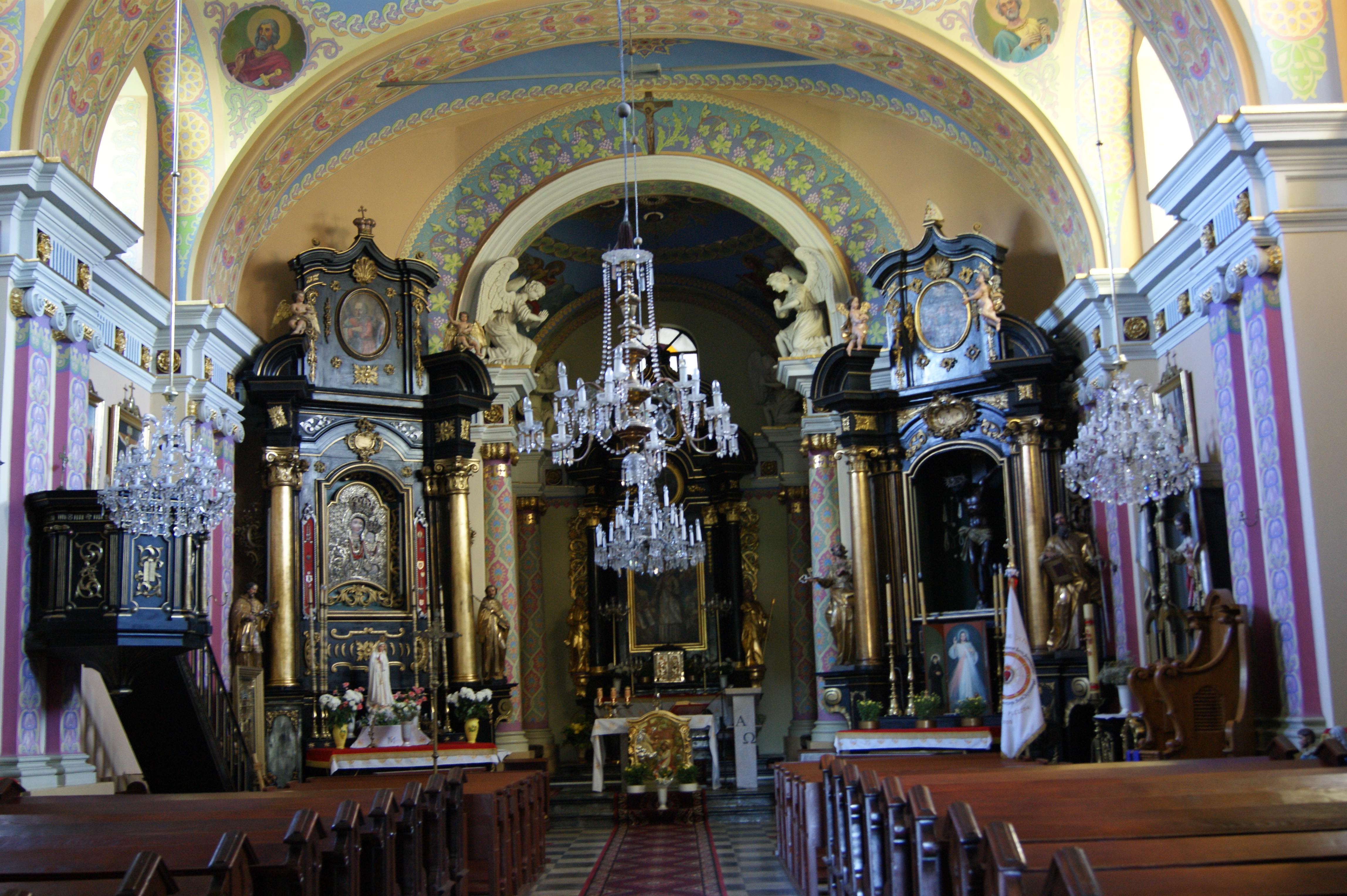
Ołtarz kościoła św. Wincentego